# Iračani
Iračani so narod, ki primarno živi na področju današnjega Iraka.
Sama etnična skupina je nastala z mešanjem različnih azijskih ljudstev med preseljevanjem narodov.